# تونغا في الألعاب الأولمبية الصيفية 2016
نافست تونغا في دورة الألعاب الأولمبية الصيفية 2016 في ريو دي جانيرو، البرازيل، من 05-21 أغسطس 2016. يعدّ هو الظهور التاسع على التوالي في البلاد في دورة الألعاب الاولمبية الصيفية وكذلك أكبر وفد لها منذ أول ظهور الاولمبية في البلاد في دورة الألعاب الاولمبية الصيفية عام 1984.